# Хитрощі (фільм)
«Хитрощі» (англ. Deceit) — американський фантастичний фільм 1992 року.

## Сюжет
Двоє інопланетян прилітають на Землю з наміром підірвати її, але вони зустрічають гарячю блондинку і вирішують відкласти знищення планети для того, щоб поспостерігати за нею.

## У ролях
- Саманта Філліпс — Єва Бендайбакл
- Норберт Вайссер — Бейлі / Фарнсфорт III
- Скотт Полін — Брік Бардо
- Дайан Дефо — Вілма Фернбекер
- Крістіан Ендрюс — Хірам Вейтлі